# Theridion xianfengense
Theridion xianfengense là một loài nhện trong họ Theridiidae.
Loài này thuộc chi Theridion. Theridion xianfengense được miêu tả năm 1992 bởi Zhu & Da-xiang Song.